# Обезьяна (фильм, 2025)
«Обезьяна» (англ. The Monkey) — американский фильм ужасов о сверхъестественном режиссёра Оза Перкинса. Основан на одноимённом рассказе Стивена Кинга и вторая экранизация данного рассказа после фильма «Дар дьявола» 1984 года. В фильме снялись Тео Джеймс, Кристиан Конвери, Татьяна Маслани и Элайджа Вуд. Премьера в США состоялась 21 февраля 2025 года, а в России — 27 февраля.

## Сюжет
Два брата-близнеца Хэл и Билл находят на чердаке заводную обезьянку, принадлежавшую их отцу. После этого они становятся свидетелями череды ужасающих смертей, поэтому они решают избавиться от игрушки. Много лет спустя, снова столкнувшись с необъяснимыми смертями, братья решают объединить усилия, чтобы окончательно уничтожить проклятую игрушку.

## В ролях
- Тео Джеймс — Хэл Шелборн / Билл Шелборн[6]
  - Кристиан Конвери — Хэл / Билл в подростковом возрасте
- Татьяна Маслани — Лоис Шелборн, мать Билла и Хэла
- Колин О’Брайен — Пити Шелборн-младший, сын Хэла
- Роэн Кэмпбелл[англ.] — Рики, местный бандит
- Сара Леви — Ида Зиммер, тётя Хэла и Билла
- Адам Скотт — Пити Шелборн-старший, отец Хэла и Билла
- Элайджа Вуд — Тед Хаммерман, новый муж бывшей жены Хэла
- Оз Перкинс — Чип Зиммер, дядя Хэла и Билла
- Тесс Дегенштейн — Барбара, агент по недвижимости
- Даника Дрейер — Энни Уилкс, няня Хэла и Билла
- Лора Меннелл — бывшая жена Хэла и мать Пити
- Никко Дель Рио — молодой священник
- Кингстон Чан — лейтенант Пеппер
- Джэнет Киддер — мать Рики

## Производство
В мае 2023 года стало известно о начале разработки киноадаптации рассказа «Обезьяна» Стивена Кинга. Режиссёром и сценаристом был назначен Оз Перкинс, а Джеймс Ван стал продюсером. На главную роль был утверждён Тео Джеймс. В марте 2024 года стали известны исполнители других ролей: Кристиан Конвери, Татьяна Маслани, Элайджа Вуд, Колин О’Брайен, Роэн Кэмпбелл и Сара Леви.
Съёмки фильма начались в Ванкувере 5 февраля 2024 года и завершились 22 марта.

## Премьера
Премьера фильма в кинотеатрах США состоялась 21 февраля 2025 года. В российский прокат «Обезьяна» вышла 27 февраля.

## Восприятие
На сайте-агрегаторе Rotten Tomatoes рейтинг фильма составляет 85 % на основании 67 рецензий критиков со средним баллом 7,1 из 10. На сайте-агрегаторе Metacritic рейтинг фильма составляет 70 баллов из 100 возможных на основании 11 рецензий критиков, что соответствует «в целом положительным» отзывам.